# Tổng giáo phận vương quyền Magdeburg
Tổng giáo phận Magdeburg (tiếng Đức: Erzstift Magdeburg; tiếng La Tinh: Archiepiscopatus Magdeburgensis) là một Tổng giáo phận Công giáo (969–1552) và Tổng giáo phận vương quyền (1180–1680) của Đế chế La Mã Thần thánh với trung tâm đặt tại thành phố Magdeburg trên sông Elbe.
Được lên kế hoạch thành lập giáo phận từ năm 955 và được thành lập chính thức vào năm 967, tổng giáo phận trên thực tế đã vô hiệu kể từ năm 1557, khi Giám mục vương quyền cuối cùng được Giáo hoàng phê chuẩn, Sigismund xứ Brandenburg tiếp nhận quyền. Tất cả những người kế vị ông đều chỉ là người quản lý của Tổng giáo phận vương quyền và họ theo Tin Lành, ngoại trừ giáo dân Công giáo Leopold William của Áo (1631–1635). Về mặt giáo hội, những người Công giáo còn lại cũng như các giáo xứ và tu viện của họ trong tổng giáo phận cũ được đặt dưới sự giám sát của Tổng giáo phận Cologne vào năm 1648 và dưới quyền quản lý của Đại diện Tông tòa của Phái đoàn Truyền giáo miền Bắc vào năm 1670.
Về mặt chính trị, Erzstift, tổng giám mục và thủ đô tạm thời, đã giành được Quyền hoàng gia trực tiếp (Reichsfreiheit) với tư cách là Tổng giám mục vương quyền vào năm 1180. Lãnh thổ của nó chỉ bao gồm một số phần của khu vực tổng giáo phận, chẳng hạn như thành phố Magdeburg, phần lớn Magdeburg Börde, và Jerichower Land như một tổng thể thống nhất và tách rời khỏi các phần của Saalkreis bao gồm Halle Upon Saale, Oebisfelde và các vùng phụ cận cũng như Jüterbog và các vùng lân cận. Tổng giám mục vương quyền duy trì chế độ nhà nước như một chế độ quân chủ tuyển cử cho đến năm 1680. Sau khi bị thế tục hóa, nhà nước này được chuyển đổi thành Công quốc Magdeburg, một chế độ quân chủ thế tập trong liên minh cá nhân với Brandenburg-Phổ.
Giáo phận Magdeburg hiện đại được thành lập năm 1994 là một giáo phận của Giáo hội Công giáo Latinh, lãnh thổ nằm ở các bang của Đức hiện này, gồm có Sachsen-Anhalt (phần lớn) Brandenburg và Sachsen (nhỏ hơn).